# Дойз-Ирманс (гора)
Дойз-Ирманс («Два брата», порт. Morro Dois Irmãos) — гора в Рио-де-Жанейро, Бразилия. Является одной из достопримечательностей города.
Расположена у западной оконечности пляжа Леблон. Высота — 533 м над уровнем моря (выше, чем Пан-ди-Асукар: 396 метров, но меньше, чем Корковаду: 710 м). На вершине горы, в природном парке, установлен монумент в память о погибших в авиакатастрофе рейса AF447, следовавшего по маршруту Рио-де-Жанейро — Париж 1 июня 2009 года. У подножия горы расположена фавела Видигал (порт. Vidigal).

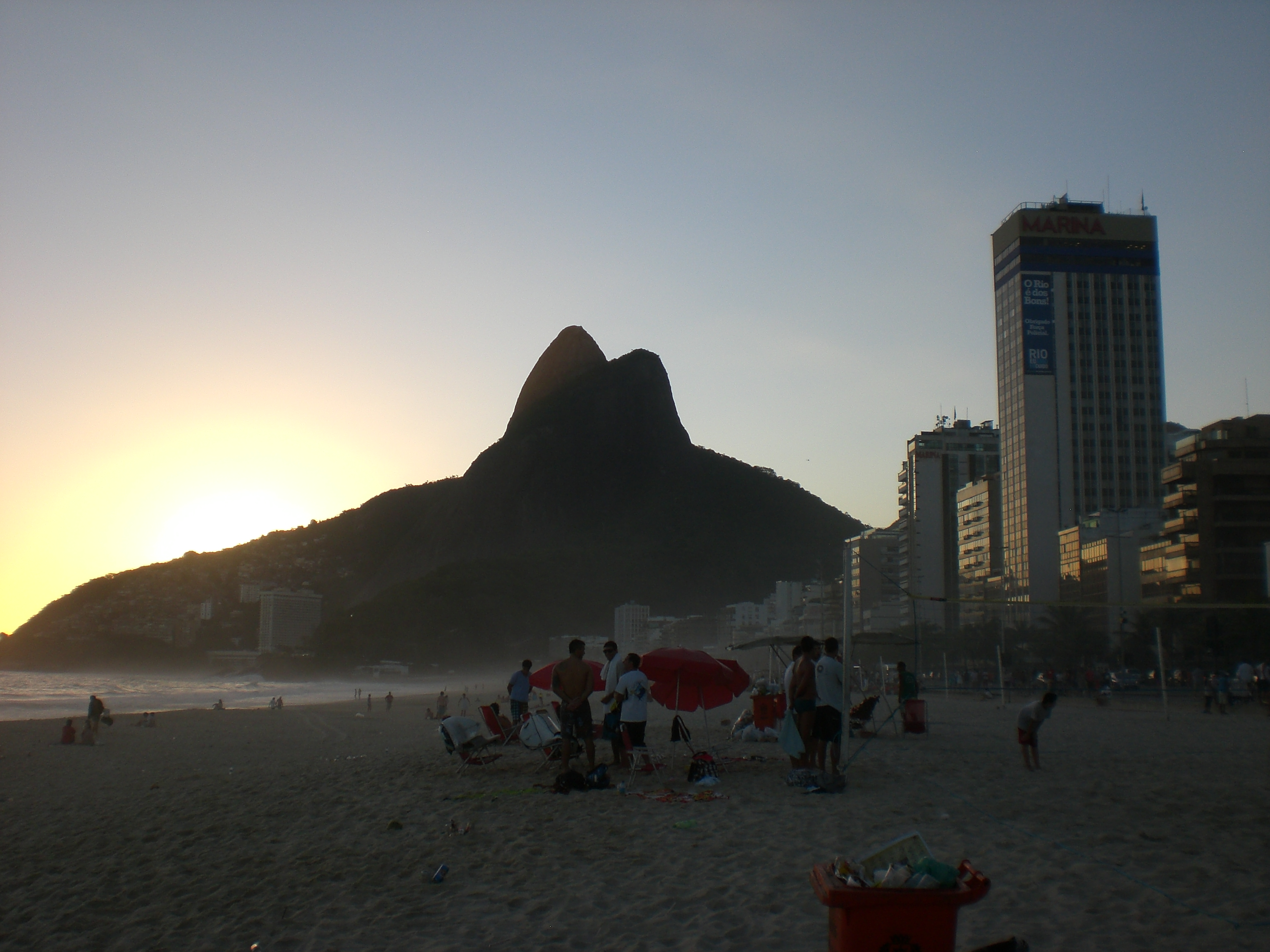
Вид с пляжа Леблон
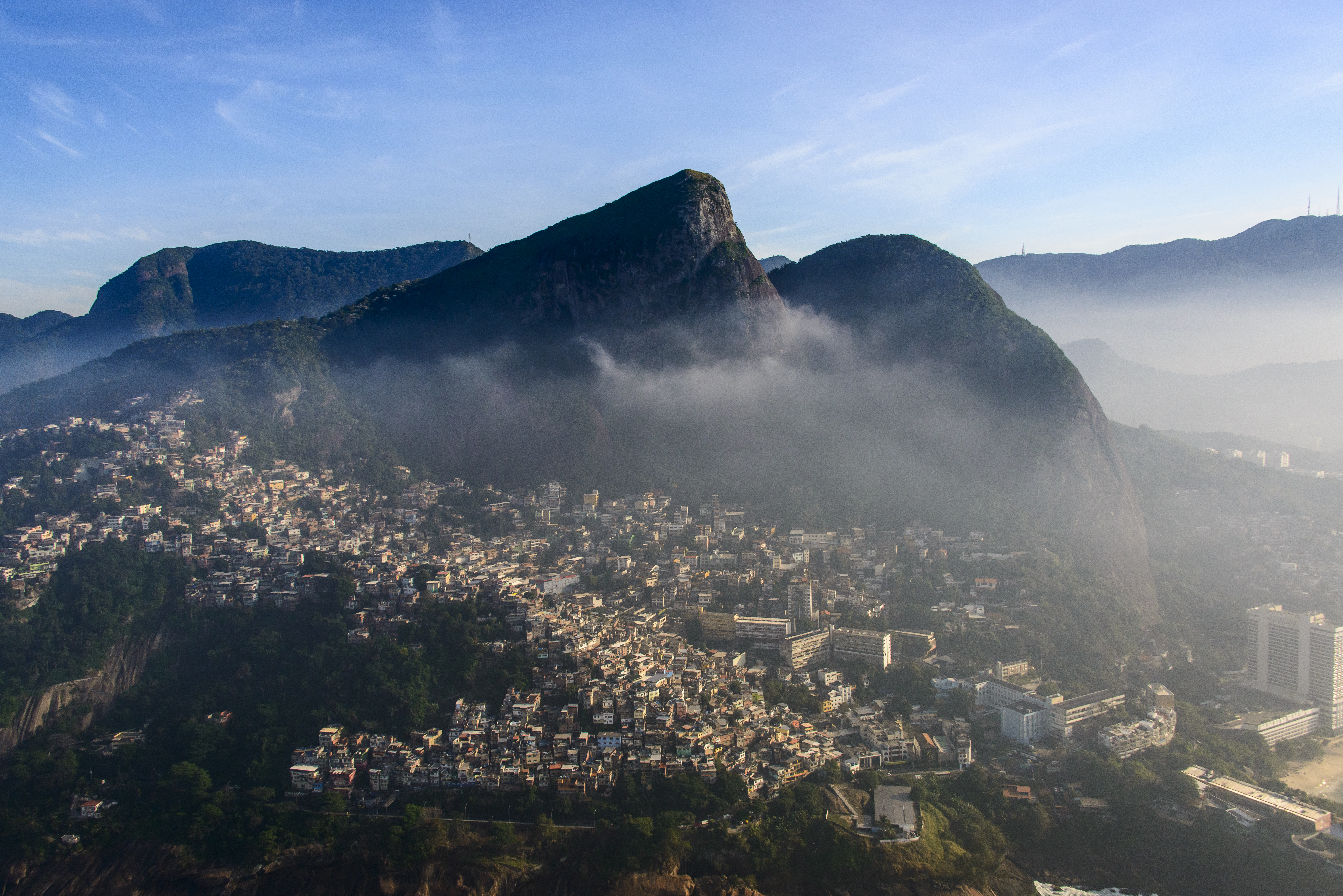
Фавела Видигал (вид днем)
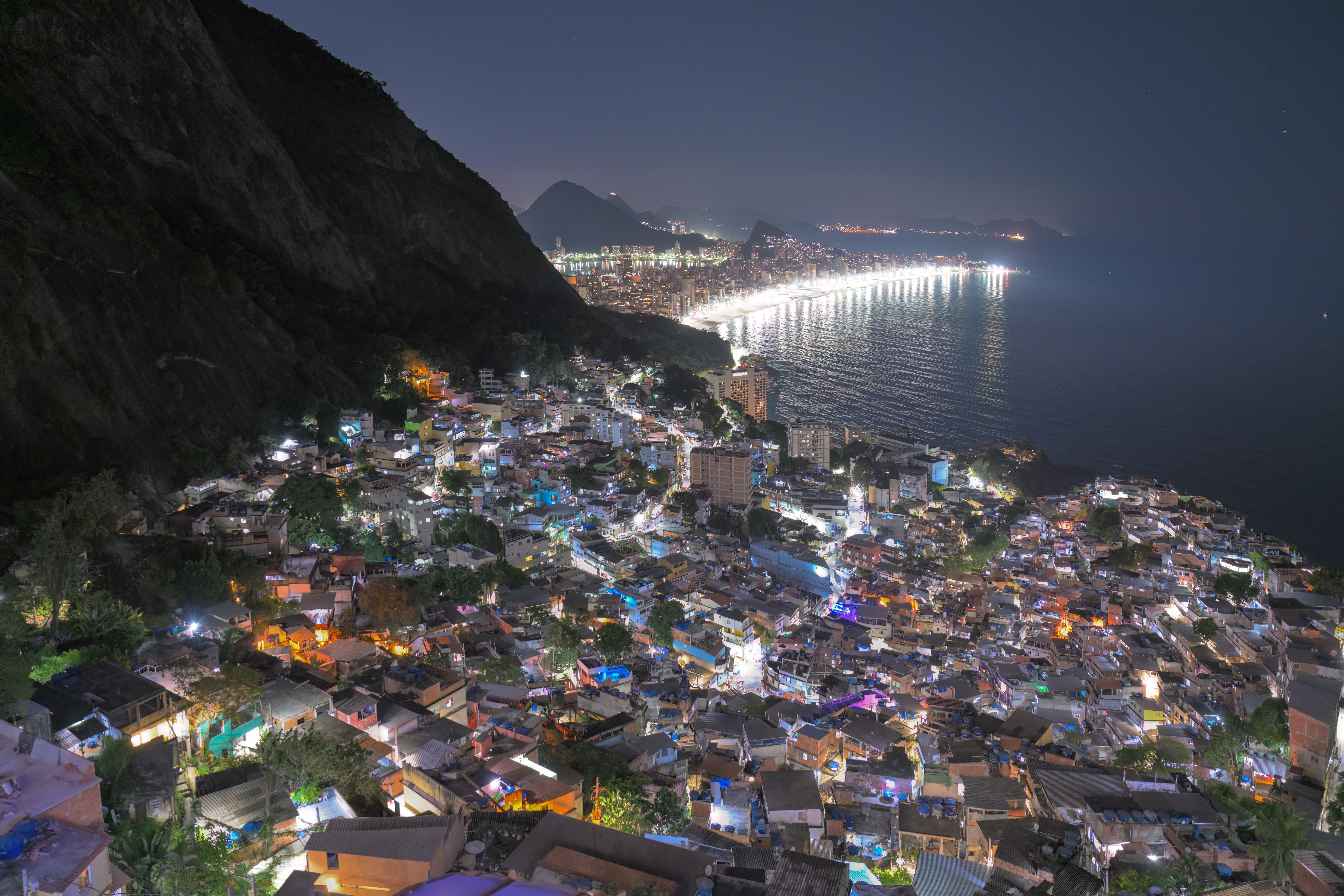
Фавела Видигал (вид ночью)